# Guria
Guria (tiếng Gruzia: გურია) là một trong 9 vùng của Gruzia bên bờ Biển Đen. Vùng này có dân số năm 2014 là 113.350 (2014) và thủ phủ là Ozurgeti.